# سارا والش
سارا والش (بالإنجليزية: Sara Walsh)‏ هي لاعبة كرة قدم ومعلقة رياضية أمريكية، ولدت في 12 أبريل 1978.